# Cyclamen repandum
Cyclamen repandum is een mediterrane soort die voorkomt van het zuiden van Frankrijk (Provence), Italië, Corsica, Sardinië, tot in Slovenië, Albanië en het eiland Korfoe. In Algerije komt de variëteit baborense Debussche & Quézel voor.

## Kenmerken
Cyclamen repandum is een plant uit het onderhout die tijdens de lente bloeit (april tot mei). De karmijnrode, zelden witte bloemen (f. album), met een donkere basis zijn geurend. Ze hebben rechtopstaande bloemblaadjes, met een elegant gedraaide uiteinde. De bladeren zijn breed en vaak met witte tekening, met een sterk getande of gelobde rand, en lijken wat op die van klimop.

## Hybridisatie
Een onderzoek toonde aan dat bepaalde taxa in Corsica de hybride Cyclamen repandum × balearicum betreft. De aanwezigheid van deze hybride in Corsica doet vermoeden dat Cyclamen balearicum reeds aanwezig was voor de tektonische activiteiten die Corsica, de Balearen en Zuid-Frankrijk uit elkaar gedreven hebben.
Daar waar Cyclamen repandum en verwante soorten samen geteeld worden, kunnen kruisingen ontstaan. Zo kennen we C. creticum × C. balearicum, C. ×meiklei Grey-Wilson (C. creticum × C. repandum) en C. ×saundersii Grey-Wilson (C. repandum × C. balearicum).

## Kweek

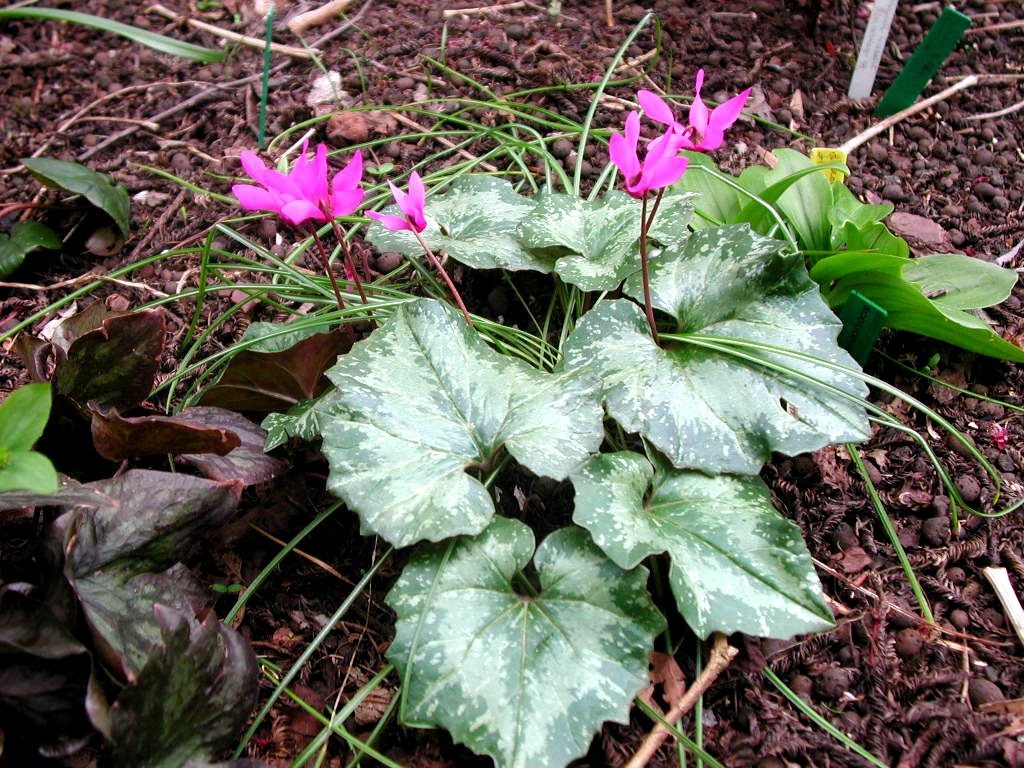
Cultivar van Cyclamen repandum met zilverige bladeren

Cyclamen repandum kan niet tegen harde vrieskou. Wanneer ze in volle grond wordt gekweekt, moet dat gebeuren in een plaats beschut tegen koude wind en in halfschaduw. De bladeren zijn erg dun en houden niet van felle zon, die hen doet verschrompelen. De knollen moeten dieper geplant worden dan die van andere soorten.